# Mario Viglietti
Mario Viglietti S.D.B. (Torino, 9 settembre 1921 – Torino, 8 novembre 2007) è stato un presbitero e docente italiano, fondatore del COSPES (Centro di Orientamento Scolastico, Professionale e Sociale).

## Biografia
Viglietti nasce a Torino il 9 settembre 1921 da Rocco Viglietti e Paola Resio. I genitori, di origini liguri e trasferitisi a Torino dopo il matrimonio per motivi di lavoro, si stabiliscono nel Borgo del Martinetto; in questo quartiere entra in contatto con il mondo salesiano attraverso l’Oratorio intitolato a Sant'Agostino (aperto grazie all'iniziativa di Don Michele Rua e il vescovo Agostino Richelmy), che farà nascere in lui la vocazione salesiana.
Nel 1936 entra nel noviziato di Monte Oliveto (Pinerolo), dove fa la prima professione il 10 settembre 1937, per poi compiere la professione perpetua a Villa Moglia nel 1943. Nel frattempo, studia per la Licenza Ginnasiale e inizia gli studi di Filosofia, laureandosi presso il PAS (Pontificio Ateneo Salesiano) del Rebaudengo nel 1943.
Viene ordinato sacerdote a Torino nel 1948, esercitando il ministero pastorale nella parrocchia di Altessano (Venaria Reale) per 40 anni, e nella parrocchia di San Pietro in Vincoli a Settimo Torinese per 14 anni.

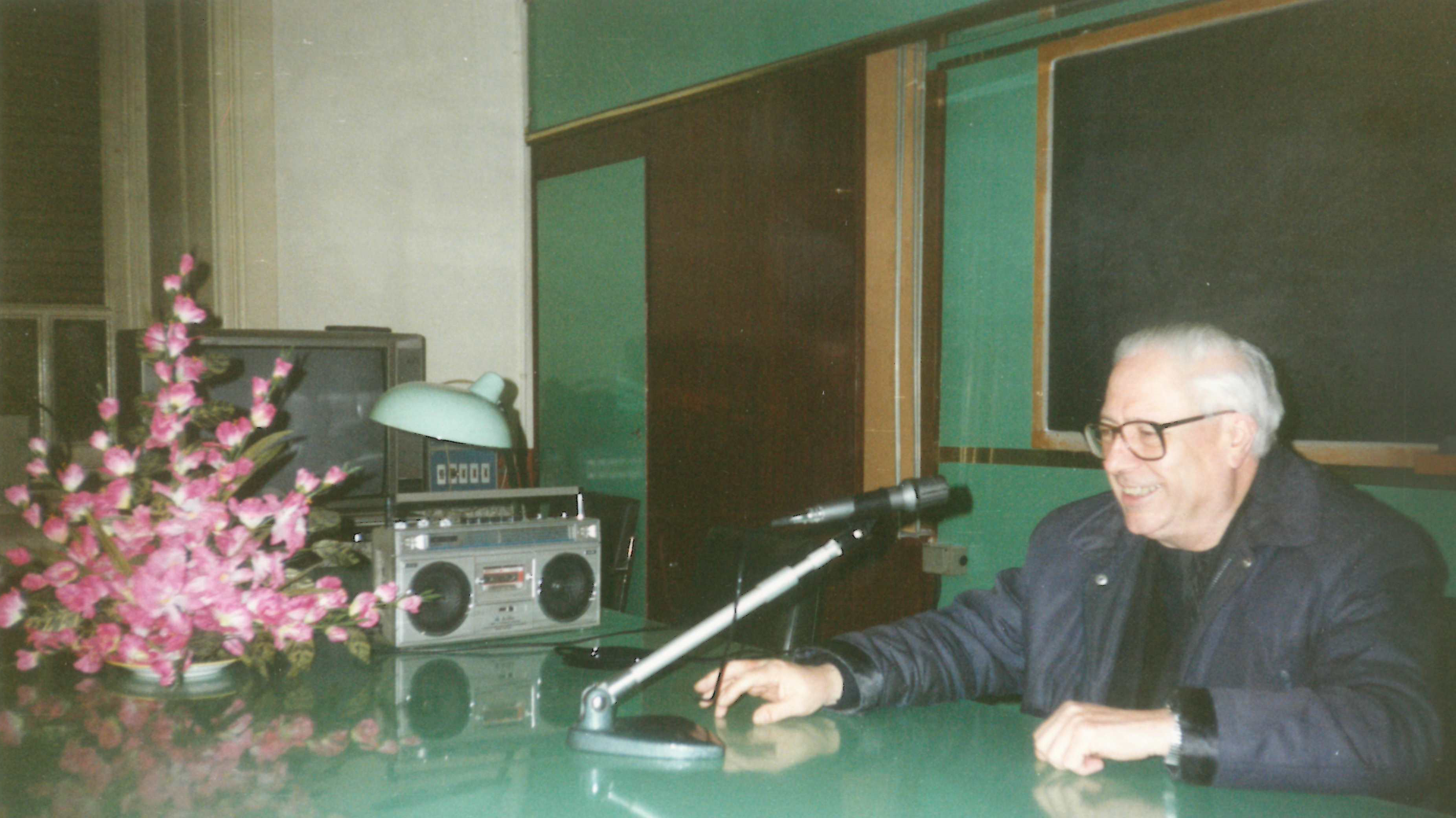
Don Mario Viglietti a Radio Proposta

Dal 1948 al 1958 inoltre svolge il ruolo di docente al PAS, dove il professor Giacomo Lorenzini (con Viglietti nella foto) ha fondato l’Istituto di Psicologia. Dal 1959 in poi trascorre il suo tempo al Rebaudengo, svolgendo diverse attività legate alla consulenza, alla terapia e in particolar modo all’orientamento scolastico e professionale. 
Fondamentale è stato il suo apporto per lo sviluppo e l'ampliamento della Biblioteca dell'Istituto di Psicologia, che oggi prende il nome proprio da Don Mario Viglietti. 
Degna di nota è l’avventura radiofonica di "Radio Incontri", da lui avviata nel 1977, che successivamente si fonde con l'emittente radiofonica della Diocesi di Torino prendendo il nome di "Radio Proposta". 
Muore nel 2007 all'età di 86 anni in seguito ad un ictus ischemico. 

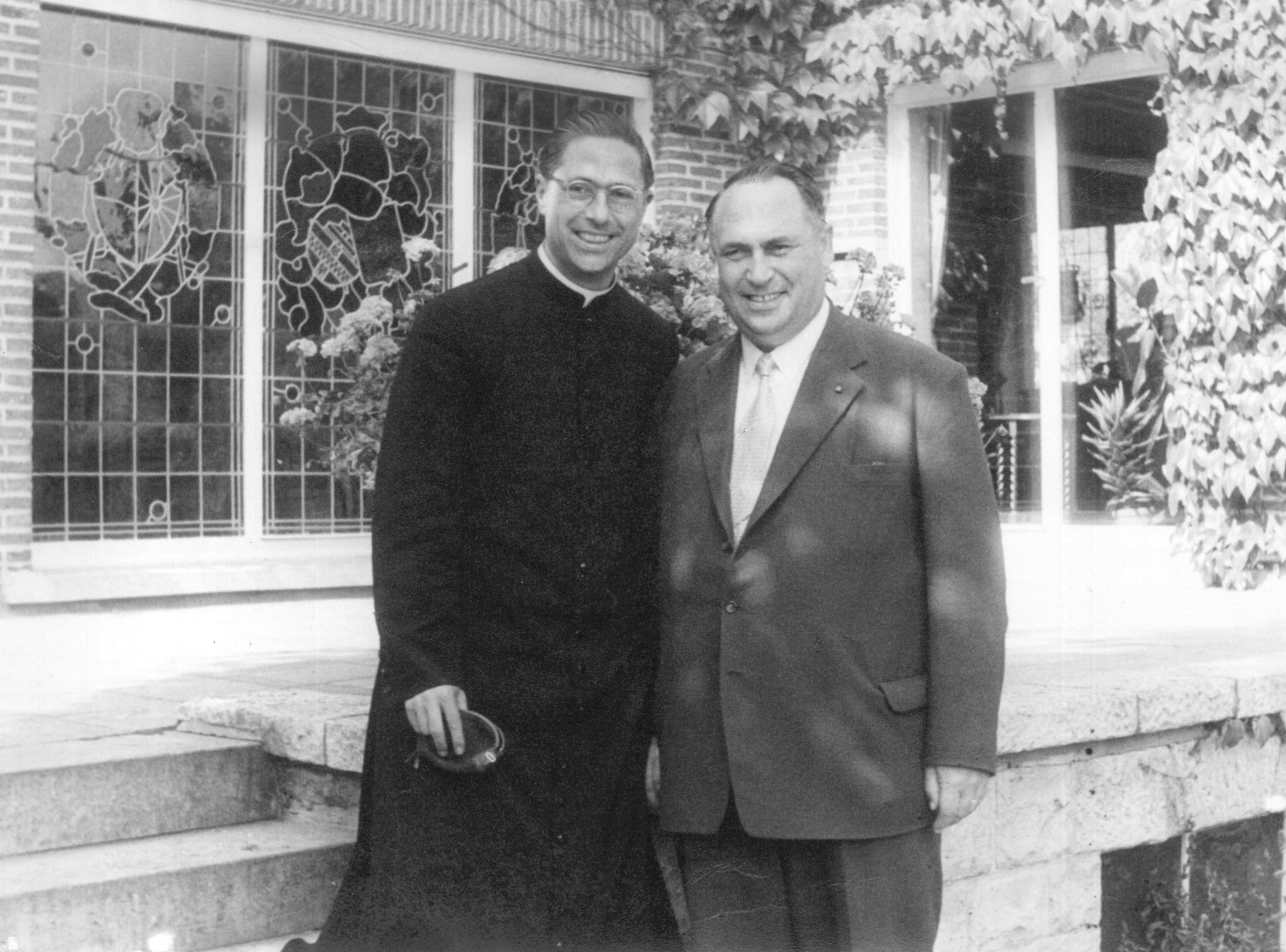
Don Mario Viglietti con il professor Coetsier, a Gand nel 1953

## Viglietti e l’Orientamento Scolastico e Professionale
In tema di orientamento, già nel 1936 al Pontificio Ateneo Salesiano dell’Istituto Conti Rebaudengo vengono introdotti corsi teorico-pratici per opera dell’allora Rettore Maggiore, Don Pietro Ricaldone. Nel 1948 sorge il Centro Salesiano di Orientamento (CSO) come sezione dell'Istituto di Psicologia del PAS e l’iniziativa di promuovere l’orientamento viene affidata al professor Lorenzini.
Il testimone poi passa a Mario Viglietti, che matura una certa esperienza negli anni precedenti, operando con più di 10.000 studenti provenienti da 31 scuole e 3 seminari diocesani. Viglietti viene ricordato soprattutto come fondatore del COSPES (Centro di Orientamento Scolastico, Professionale e Sociale), di cui assume la carica di direttore. L'introduzione dell'orientamento scolastico e professionale in Italia si deve proprio a Don Mario Viglietti, il quale si occupa anche dell'allestimento della prima Mostra di Orientamento Professionale nel 1953. 

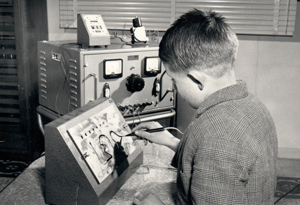
Apparecchiature psicometriche dell'Istituto Salesiano Rebaudengo

Dal 1966 dà inizio al primo ciclo di corsi serali di Psicologia all’Istituto Rebaudengo, regolarmente approvati dal decreto ministeriale del 7 luglio 1966, diventando così un punto di riferimento per chi voleva studiare psicologia a Torino.

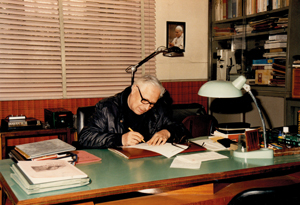
Don Mario Viglietti nel suo studio nell'Istituto Salesiano Rebaudengo

Inoltre, durante il suo operato, raccoglie, revisiona e sviluppa lui stesso numerosi test, dotando il Centro anche di apposite apparecchiature psicometriche. In particolare nel 1957 realizza l'adattamento italiano dei Test Collettivi di Leo Coetsier. Cura soprattutto le modalità dei colloqui di restituzione e gli aspetti psicologici connessi alla formazione tecnico-professionale. La sua intensa attività e le numerose pubblicazioni (le prime legate al tema dell’orientamento) hanno contribuito alla diffusione e al consolidamento dell’Orientamento scolastico e professionale in Italia.
Come direttore del COSPES Viglietti ha sempre sostenuto tutte le innovazioni che offrivano i tempi, promuovendo l’orientamento in nome dell’educazione aperta alla cultura dell’innovazione e del cambiamento. Il suo obiettivo era tendere alla costruzione della persona nell’ottica evolutiva del cambiamento, prestando importanza a tendenze, bisogni, interessi e motivazioni.

## Opere edite
- 1945 - Sul significato di alcune manifestazioni respiratorie in rapporto alla preparazione della parola. Estratto di tesi di laurea

- 1954 - Appunti di Statistica

- 1954 - Orientamento professionale. Problemi, direttive, realizzazioni
- 1954 - La preparazione scientifica degli orientatori. Estratto da "Salesianum", Anno XVI
- 1955 - Scelta della professione, problema di vita. Estratto da "Salesianum"
- 1957 - I tests collettivi d'intelligenza di L. Coetsier. Estratto da "Orientamenti Pedagogici". Anno IV.,
- 1958 - Conoscenza e pensiero. Lezioni di Psicologia Generale: Psicologia (concetto e divisioni della -). Metapsichica. Attenzione. Coscienza
- 1958 - Conoscenza e pensiero. Lezioni di Psicologia Generale: Sensazione. Percezione. Intelligenza. Pensiero. Apprendimento. Memoria
- 1958 - Il test proiettivo d'interessi professionali di F. Bemelmans. Estratto del "Bollettino di Psicologia e Sociologia Applicata" (tradotto anche in francese, 1958)
- 1960 - Manuale per l'impostazione tecnica di una cartella personale1960 - La misura dei tempi di reazione per le patenti di guida D ed E
- 1961 - Psicologia e psicotecnica (tradotto anche in spagnolo, 1967)
- 1964 - La valutazione del rendimento dell'alunno alla luce della diagnosi psicologica e scolastica. Centro di Psicologia del lavoro e di studio del fattore umano nell'industria
- 1965 - Diagnosi psicologica ed assistenza scolastica ai fini orientativi nella Scuola Media unica Centro di Psicologia del lavoro e di studio del fattore umano nell'Industria Laniera
- 1966 - Conoscere per comprendere (tradotto anche in spagnolo, 1966)
- 1968 - Problemi dell'orientamento
- 1976 - Orientamento. Una modalità educativa permanente
- 1976 - Valutazione scolastica e diagnosi psicologica: la metodologia dei reattivi mentali
- 1976 - Decennale dei corsi di Psicologia. 1966-1976
- 1980 - Orientamento. Una modalità permanente
- 1981 - Statistica - Volume primo e Volume secondo
- 1983 - Batteria multifattoriale "M.V. 80"
- 1988 - Orientamento. Una modalità educativa permanente. Guida teorico-pratica per insegnanti della scuola dell'obbligo
- 1994 - Ruolo e professionalità dell'orientatore
- 1995 - Educazione alla scelta. Guida operativo-pratica